# Чулков, Георгий Иванович
Гео́ргий Ива́нович Чулко́в (9 [21] января 1879, Москва — 1 января 1939, там же) — организатор литературной жизни времён «Серебряного века», создатель «теории мистического анархизма». Также выступал как поэт, прозаик, переводчик, литературный критик.

## Жизнь и творчество
Родился он, как указал в автобиографии, в Москве 8 (20) января 1879 года. Его отец, Иван Иванович Чулков (?—1903), происходивший из старинного тамбовского дворянского рода, служил чиновником в военном ведомстве и, выйдя в отставку в чине статского советника, занялся писательской деятельностью — им были составлены книги: «О правах крестьян», «Обязанности сельских обществ, старост…» (М., 1879; 4-е изд., доп. — М.: Л. Снегирев, 1884. — VIII, 192 с.), «Алфавитный указатель к своду Законов». Брат матери, Владимир Александрович Александров, был известным драматургом.

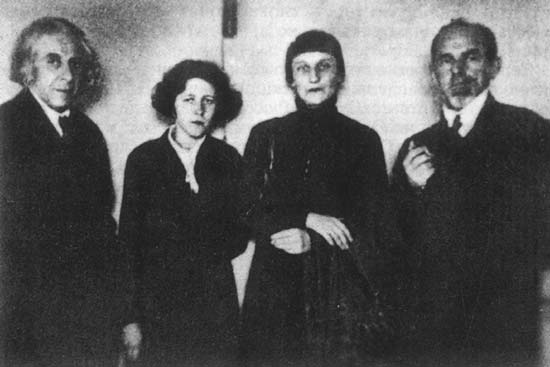
Слева направо — Георгий Чулков, Мария Петровых, Анна Ахматова и Осип Мандельштам. Фото 30-х годов.

В 1889 году Чулков был отдан в 6-ю гимназию, позже перешёл в 1-ю гимназию. Окончив гимназическое обучение, в 1898 году поступил на медицинский факультет Московского университета, который не окончил. В университете он вступил в «Исполнительный комитет объединённых землячеств и организаций», объединявшей революционно настроенных студентов, и в 1902 году был арестован и получил четыре года ссылки в Якутскую область, — в Амгу. В 1903 году был амнистирован и жил в Нижнем Новгороде под полицейским надзором. В 1904 году переехал в Петербург, где выпустил свой первый сборник рассказов «Кремнистый путь» (его первый рассказ был напечатан ещё до ссылки в 1899 году в газете «Курьер»). Вскоре он получил приглашение от Мережковских на должность секретаря журнала «Новый путь», а после его закрытия в 1905 году начал издавать журнал «Вопросы жизни», в котором сотрудничали Николай Бердяев и Сергей Булгаков.
В 1906 году выпустил нашумевшую книгу «О мистическом анархизме», в котором излагал свою «теорию», утверждавшую индивидуализм и исповедовавшую внутреннюю свободу личности, отрицавшую любую форму контроля над ней, в том числе социального и политического.
В 1906—1908 годах выпустил три альманаха «Факелы». В 1908 году у Чулкова вышел сборник стихов «Весною на Север», а в 1911—1912 годах в издательстве «Шиповник» было опубликовано собрание его сочинений в шести томах, в которые вошли стихи, проза и философские трактаты. В дальнейшем он был известен как автор крупных романов «Сатана» (1914), «Сережа Нестроев» (1916), «Метель» (1917).
До революции Чулков принимал деятельнейшее участие в литературной жизни страны: он был издателем и редактором нескольких литературных («Золотое руно») и философских журналов, альманахов и сборников, выступал как театральный и литературный критик, входил в круг символистов, был близко знаком с Александром Блоком и Вячеславом Ивановым, посещал «Ивановские среды» на квартире Иванова, где происходили чтения на религиозные, литературные, политические и эзотерические темы.
В 1909—1915 годах жил в Италии, Франции и Швейцарии; в 1911 году долго жил в Париже и в это время началась его дружба с Ахматовой.

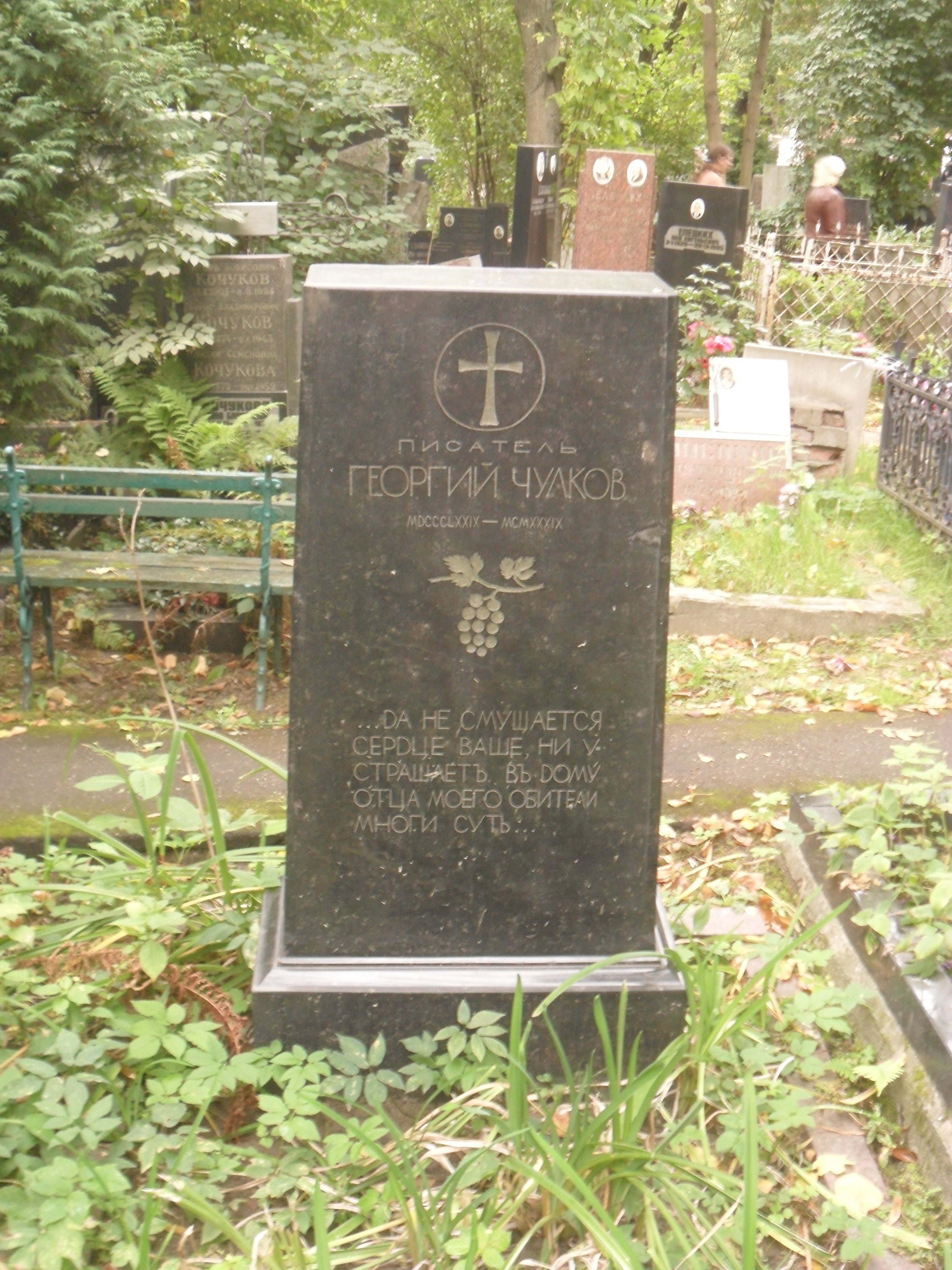
Могила Чулкова на Новодевичьем кладбище Москвы.

После революции Чулков не пытался приспособиться к новой власти и не изменил своим философским и общественно-политическим взглядам. Тем не менее он продолжал публиковаться: в двадцатые годы увидели свет его сборники рассказов «Посрамлённые бесы» (1921) и «Вечерние зори» (1924) и поэтический сборник «Стихотворения» (1922). В 1930 году опубликовал мемуары «Годы странствий», вызвавшие обвинения в преувеличении собственной роли в истории. Впоследствии занимался изучением жизни и творчества Тютчева: он был автором, многочисленных статей, посвящённых поэту, издателем многих его произведений, в том числе архивных, составлял комментарии к его произведениям. Также издал книги о творчестве Пушкина и Достоевского — «Жизнь Пушкина» (1938) и «Как работал Достоевский» (1939). С годами начал критически относиться к своей «теории» мистического анархизма, придя к выводу, что это одно из самых больших его заблуждений.
Скончался в 1939 году от эмфиземы легких. Похоронен в Москве на Новодевичьем кладбище (4 уч., 43 ряд).

## Семья
Жена — Надежда Григорьевна Чулкова (урожд. Петрова; 1874—1961), переводчица. Сын — Владимир (1915—1920).
Сёстры: Любовь (1882—1973), муж — искусствовед Н. М. Тарабукин (1889—1956); Анна (1887—1964), была замужем за В. Ф. Ходасевичем (1886—1939).

## Библиография

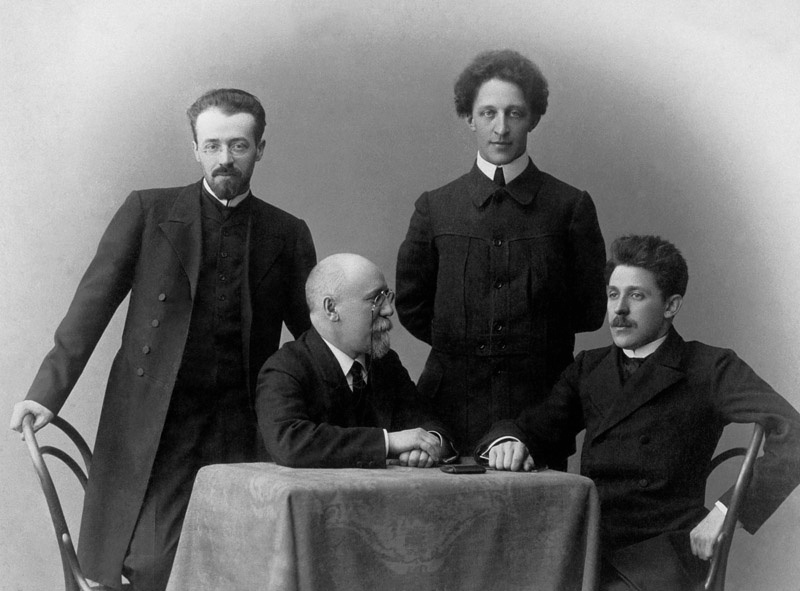
Константин Эрберг, Фёдор Сологуб, Александр Блок, Георгий Чулков. 1908 год

### Стихотворения
- Кремнистый путь. — [М.]: [В. М. Саблин], 1904. — 141, [2] с.
- Весною на север: Лирика. — [СПб.]: «Факелы» Д. К. Тихомирова, 1908. — 86, [10] с.
- Стихотворения Георгия Чулкова. — М.: [Задруга], 1922. — 112 с.
- Мария Гамильтон: Поэма. — Петроград: Аквилон, 1922. — 32, [1] с.

### Проза
- Рассказы. — [СПб.]: Шиповник, 1909. — Кн. 1: 219 с.; Кн. 2: 226, [5] с.
- Невеста: [Повесть]. — СПб.: Освобождение, [1910]. — 44 с.
- Сатана: Роман. — М.: Жатва, 1915. — [4], 185 с.
  - Изд. 2-е. — Петроград: Огни, 1917. — 202, [1] с.
- Люди в тумане: Книга рассказов. — М.: Северные дни, 1916. — 177, [2] с.
- Осенние туманы: Повесть. — М.: Универсальная б-ка, [1916]. — 56 с.
  - [2-е изд.] — М.: Универсальная б-ка, [1918]. — 56 с.
- Серёжа Нестроев: Роман. — М.: Северные дни, 1916. — 242 с.
- Метель: Роман. — М.: Северные дни, 1917. — 190 с.
- Посрамлённые бесы: [Рассказы]. — М.: Костры, 1921. — 127, [2] с.
- Вечерние зори: Рассказы. — М.—Петроград: Земля и фабрика, 1924. — 91, [2] с.
- Salto mortale, или Повесть о молодом вольнодумце Пьере Волховском. — М.—Л.: Земля и фабрика, 1930. — 254 с.

### Драматургия
- Тайга: Драма. — СПб.: Оры, 1907. — 85, [3] с.
- Семена бури. — 1908.
- Адония. / Лирическая трагедия в 4 актах. — 1909.
- Невеста: Драма в 4 действиях. — Петроград: журн. «Театр и искусство», 1916. — 39 с. Литогр.
- Конец директора Паскалэ: Драма в 5 актах. — М.—Л.: Гослитиздат, 1931. — 80 с.
  - То же. — М.: Искусство, 1937. — 78 с. Стеклогр. изд.
- Дон Кихот: Трагикомедия в 4 актах. — М.: Гослитиздат, 1935. — 110 с.
  - 2-е, испр. изд. — М.—Л.: Искусство, 1937. — 85 с.

### Статьи, очерки, воспоминания
- О мистическом анархизме / Со вступ. статьёй Вячеслава Иванова о неприятии мира. — СПб.: Факелы, 1906. — 79 с.
- Анархические идеи в драмах Ибсена. — СПб.: Шиповник, 1907. — 63 с.
- Покрывало Изиды: Критич. очерки. — [М.]: [журн. «Золотое руно»], 1909. — 217 с.
- В далёких краях. Африка / С рис. А. А. Кучеренко и др. — М.: тип. О-ва распространения полезных книг, 1910. — 60, [1] с.
- Вчера и сегодня: Очерки. — М.: Северные дни, 1916. — 166, [2] с.
- Судьба России: Беседа о современных событиях. — Петроград: Корабли, 1916. — 45 с.
- Михаил Бакунин и бунтари 1917 года. — М.: тип. т-ва Рябушинских, 1917. — 30, [1] с.
- Наши спутники: [Сборник статей], 1912—1922. — М.: Н. В. Васильев, 1922. — 199 с.
- Арион. Статьи о Пушкине. — М., «Задруга», 1922.
- Мятежники 1825 года. — М.: «Соврем. проблемы» Н. А. Столляр, 1925. — 298 с.
- Императоры: Психологические портреты. — М.: Госиздат, 1928. — 367 с.
- Последняя любовь Тютчева. (Елена Александровна Денисьева). — [М.]: М. и С. Сабашниковы, 1928. — 133, [2] с.
- Братья Борисовы. [Жизнь и деятельность основателей Общества соединённых славян]. — М.: акц. изд. о-во «Огонёк», 1929. — 40 с.
- Годы странствий: Из книги воспоминаний. — М.: Федерация, 1930. — 397, [3] с.
- Летопись жизни и творчества Ф. И. Тютчева. — М.—Л.: Academia, 1933. — 264, [2] с.
- Жизнь Пушкина. — М.: Гослитиздат, 1938. — 340 с.
- Как работал Достоевский. — М.: Сов. писатель, 1939. — 340 с.

### Переводы
- Метерлинк М. Двенадцать песен в переводе Георгия Чулкова. — [СПб.]: [В. М. Саблин], 1905. — [27] с.

### Посмертные издания
- Императоры: Психологические портреты. — М.: Московский рабочий, 1991. — 284, [2] с.
  - То же. — М.: Искусство, 1995. — 463 с.
- Валтасарово царство: [Избр. пр.] / Сост., вступ. ст. и коммент. М. В. Михайловой. — М.: Республика, 1998. — 607 с.
- Годы странствий / [Сост., подгот. текста, вступ. ст. и коммент. М. В. Михайловой]. — М.: Эллис Лак, 1999. — 861 с.
- Жизнь Пушкина / [Вступ. ст. и коммент М. В. Михайловой]. — М.: Республика, 1999. — 447 с.
  - То же. [Предисл. Л. И. Сараскиной]. — М.: Наш дом — L’Age d’Homme, 1999. — 367 c.
- Вредитель / повесть (вступительная статья и публикация Марии Михайловой) // журнал «Знамя» № 1, январь 1992.

## Адреса в Санкт-Петербурге
1906 г. — Саперный пер., 10, кв.55